# Oh My Girl
Oh My Girl (hangul: 오마이걸) är en sydkoreansk tjejgrupp bildad år 2015 av WM Entertainment.
Gruppen består av de åtta medlemmarna Hyojung, JinE, Mimi, YooA, Seunghee, Jiho, Binnie och Arin.

## Medlemmar
| Artistnamn   | Artistnamn | Födelsenamn    | Födelsenamn | Födelsedatum      |
| Romanisering | Hangul     | Romanisering   | Hangul      | Födelsedatum      |
| ------------ | ---------- | -------------- | ----------- | ----------------- |
| Hyojung      | 효정       | Choi Hyo-jung  | 최효정      | 28 juli 1994      |
| JinE         | 진이       | Shin Hye-jin   | 신혜진      | 22 januari 1995   |
| Mimi         | 미미       | Kim Mi-hyun    | 김미현      | 1 maj 1995        |
| YooA         | 유아       | Yoo Yeon-joo   | 유연주      | 17 september 1995 |
| Seunghee     | 승희       | Hyun Seung-hee | 현승희      | 25 januari 1996   |
| Jiho         | 지호       | Kim Ji-ho      | 김지호      | 4 april 1997      |
| Binnie       | 비니       | Bae Yu-bin     | 배유빈      | 9 september 1997  |
| Arin         | 아린       | Choi Ye-won    | 최예원      | 18 juni 2000      |

## Diskografi

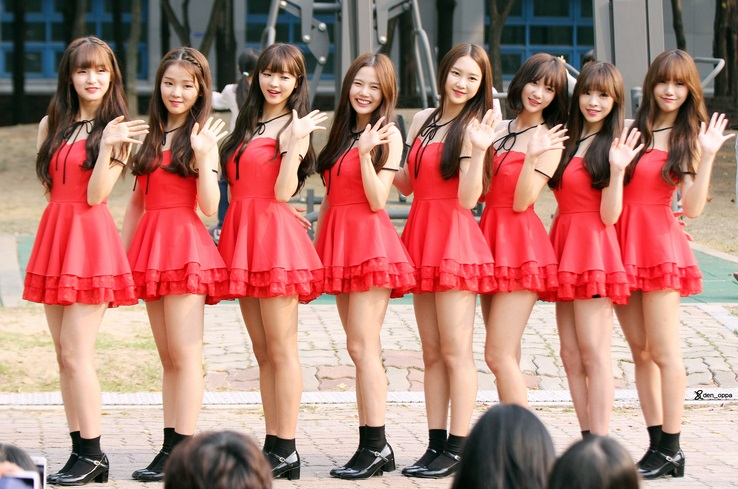
Oh My Girl år 2015

### Album
| Albuminformation                                          | Topplacering          |
| Albuminformation                                          | Sydkorea (Gaon Chart) |
| --------------------------------------------------------- | --------------------- |
| Oh My Girl (EP-skiva) - Släppt: 20 april 2015             | 6                     |
| Closer (EP-skiva) - Släppt: 8 oktober 2015                | 6                     |
| Pink Ocean (EP-skiva) - Nyutgåva: Windy Day (26 maj 2016) | 4                     |
| Listen to My Word (EP-skiva) - Släppt: 1 augusti 2016     | 1                     |
| Coloring Book (EP-skiva) - Släppt: 3 april 2017           | 3                     |

### Singlar
| År   | Titel                       | Topplacering          |
| År   | Titel                       | Sydkorea (Gaon Chart) |
| ---- | --------------------------- | --------------------- |
| 2015 | "Cupid"                     | 103                   |
| 2015 | "Closer"                    | 75                    |
| 2016 | "Step by Step"              | 79                    |
| 2016 | "Liar Liar"                 | 58                    |
| 2016 | "Windy Day"                 | 62                    |
| 2016 | "Listen to My Word (A-ing)" | 15                    |
| 2017 | "Coloring Book"             | 37                    |